# Radicaal 198
Van de in totaal 214 Kangxi-radicalen heeft radicaal 198 de betekenis hert. Het is een van de zes radicalen die bestaat uit elf strepen.
In het Kangxi-woordenboek zijn er 104 karakters die dit radicaal gebruiken.

## Karakters met het radicaal 198

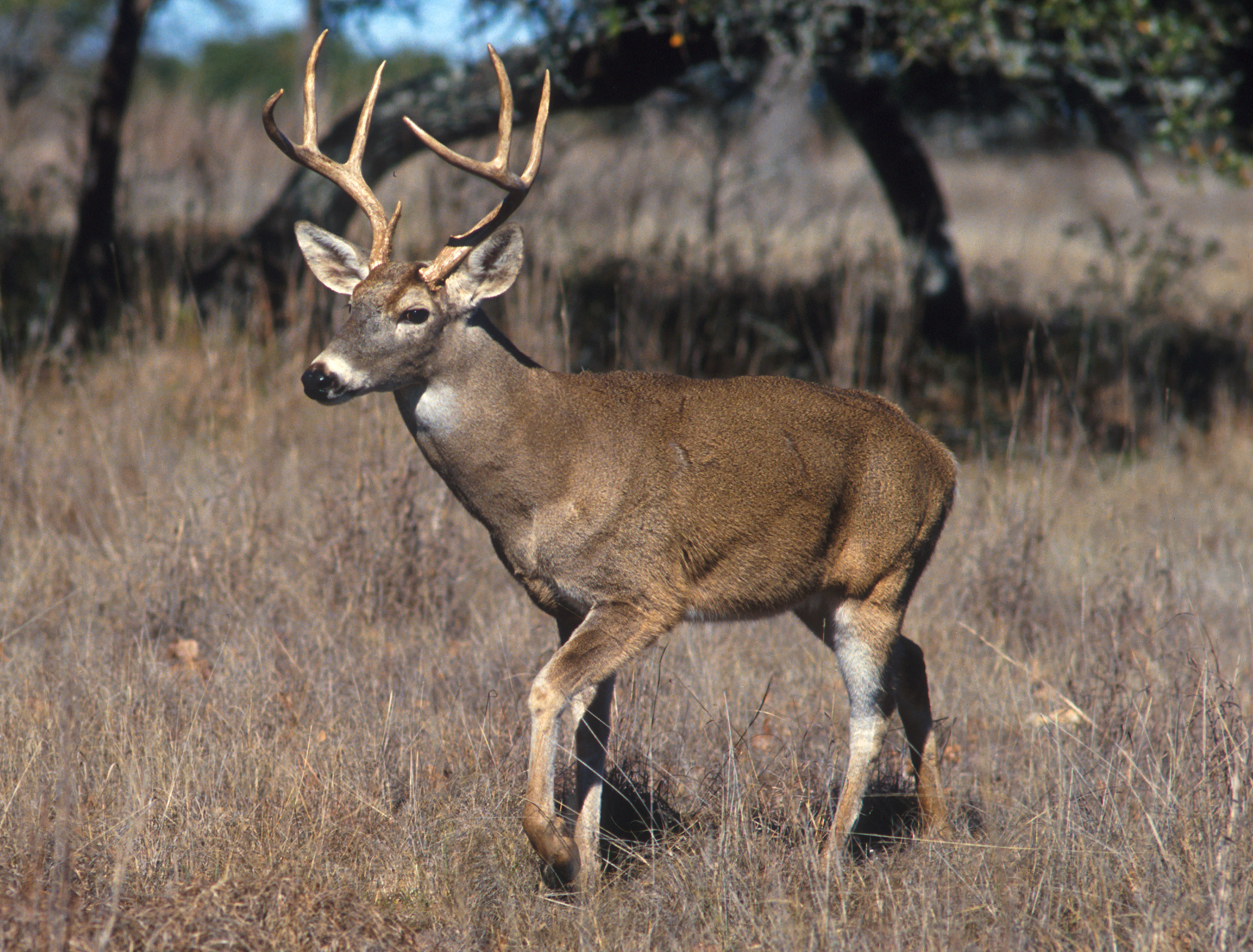
Witstaarthert.

| Strepen | Karakter             |
| ------- | -------------------- |
| + 0     | 鹿                   |
| + 2     | 麀 麁 麂             |
| + 4     | 麃 麄                |
| + 5     | 麅 麆 麇 麈          |
| + 6     | 麉 麊 麋             |
| + 7     | 麌 麍 麎 麏 麐       |
| + 8     | 麑 麒 麓 麔 麕 麖 麗 |
| + 9     | 麘 麙 麚 麛          |
| + 10    | 麜 麝                |
| + 11    | 麞                   |
| + 12    | 麟                   |
| + 13    | 麠                   |
| + 14    | 麡                   |
| + 17    | 麢                   |
| + 20    | 麣                   |
| + 22    | 麤                   |

Orakelbotkarakter
Bronskarakter
Groot zegelkarakter
Klein zegelkarakter